# Ortedó
Ortedó es una localidad española del municipio de Alàs i Cerc, perteneciente a la provincia de Lérida, en la comunidad autónoma de Cataluña.

## Toponimia
El nombre del lugar puede encontrarse referido con las grafías Ortadó y Ortedó.

## Historia
Hacia mediados del siglo XIX, el lugar tenía contabilizada una población de 120 habitantes. Aparece descrito en el decimosegundo volumen del Diccionario geográfico-estadístico-histórico de España y sus posesiones de Ultramar de Pascual Madoz de la siguiente manera:

ORTADÓ: l. cab. del distrito municipal de su nombre que lo componen los pueblos de Masoverais, Molina, Vilanoval, de Banat, el cas. de Lletó, y las cuadras de San Miguel Ges, Serch, y Bastida de Otorns, en la prov. de Lérida (21 leg.), part. jud. y dióc. de Seo de Urgel (1), aud. terr. y c. g. de Barcelona (26). sit. en la pendiente septentrional de un ramal de la montaña de Cadi á 1/2 leg. de dist. de la márg. izq. del r. Segre; en clima frio, dominado de todos les vientos. Consta de 18 casas, una fuente, igl. parr. (San Vicente Mártir), de la que depende el anejo de Lletó, servida por un cura párroco de primer ascenso, y cementerio dentro del pueblo. Confina el térm. por N. con el de Alas; E. Vilanova de Banat; S. Montaña de Cadi, y O. el de Ger y Serch. El terreno es parte llano y parte montuoso, comprendiendo en esta última una porcion de la dicha montana de Cadi. Los caminos dirigen á los pueblos inmediatos en mal estado: recibe la correspondencia de Seo de Urgel por espreso. prod.: trigo, legumbres, patatas y poco vino; cria ganado lanar, cabrío, vacuno y de cerda, y caza de conejos, liebres y perdices. pobl.: 19 vec., 120 almas. riqueza imp.: 25,543 rs. contr.: el 14'48 por 100 de esta riqueza.
(Madoz, 1849, p. 379)

En la actualidad pertenece al municipio de Alàs i Cerc. En 2022, tenía empadronados 36 habitantes.